# Mobula tarapacana
Mobula tarapacana é uma espécie de peixe da família Mobulidae.
Pode ser encontrada nos seguintes países: Brasil, Cabo Verde, Chile, Costa do Marfim, Egipto, Indonésia, Japão, México, Palau, África do Sul, Taiwan, the Estados Unidos da América e Venezuela.
Os seus habitats naturais são: mar aberto, mar costeiro e recifes de coral.